# Гайнц-Гюнтер Шольц
Гайнц-Гюнтер Шольц (нім. Heinz-Günther Scholz; 12 січня 1918, Дрезден — 15 серпня 1943, Кенігсберг) — німецький офіцер-підводник, оберлейтенант-цур-зее крігсмаріне.

## Біографія
3 квітня 1937 року вступив на флот. В квітні 1940 року відряджений в авіацію. В січні-вересні 1941 року пройшов курс підводника. З 5 листопада 1941 року — 1-й вахтовий офіцер на підводному човні U-172. В січні-лютому 1943 року пройшов курс командира човна. З 31 березня 1943 року — командир U-283. 15 серпня 1943 року повісився на борту військового пасажирського корабля Der Deutsche, оскільки вважав, що зіпсував свою кар'єру.

## Звання
- Кандидат в офіцери (3 квітня 1937)
- Морський кадет (21 вересня 1937)
- Фенріх-цур-зее (1 травня 1938)
- Оберфенріх-цур-зее (1 липня 1939)
- Лейтенант-цур-зее (1 серпня 1939)
- Оберлейтенант-цур-зее (1 квітня 1942)